# David Bendeth
David Bendeth (nacido el 17 de junio de 1954) es un productor récord multiplatino galardonado. También ha producido y/o mezclado álbumes de bandas como Paramore, Breaking Benjamin, Elvis Presley, Papa Roach, Killswitch Engage, In Flames, The Red Jumpsuit Apparatus, Hawthorne Heights, Underoath, A Day to Remember, Taking Back Sunday, Chiodos, The Almost, Vertical Horizon, SR-71, As I Lay Dying, All Time Low, Bruce Hornsby, Hedley, Kaiser Chiefs, Bring Me the Horizon, Of Mice & Men, Asking Alexandria, We Came as Romans, Coldrain, Tonight Alive, Beartooth, Young Guns, I Prevail, Sleeping with Sirens, Northlane y The Warning.

## Primeros años
David Bendeth nació sobre el 17 de junio, en 1954 en Stoke Newington, Hackney, Londres, Inglaterra. Estudió en la Escuela Parkhill en Ilford, Essex y en 1963, su familiar se había movido a Toronto, Ontario, Canadá. Bendeth fue a la Escuela Sencundaria Georges Vanier . Después de su Graduación en 1973, Bendeth estaba por ir a la universidad, pero aun así lo dejó para unas vacaciones de verano a Londres y se quedó allí. Su primer trabajo en Londres era en Harlequin Records y él eventualmente se unió a The House Band Playing Guitar en Speakeasy, un club de Londres, junto con Joe Jammer. En 1976, regreso a Canadá y tocó con la banda Boule Noire en Riviera 76, un festival de música del día en Nice, y allí conozció a Jeff Berlín, Lenny Blanco, Joe Beck, y muchos otros músicos de jazz. Bendeth También tocó en Quebec en el álbum de Toulouse, una banda con Muscle Shoals Rhythm Section y cantante Leroy Sibbles del Heptones.

## Carrera
En 1977, Bendeth volvió a Toronto. Realizó la banda The David Bendeth Band y fue firmado por Interglobal Music, que fue distribuido por Epic Records. Su productor era Alan Caddy. Lenny Blanco, Marcus Miller y Billy Cobham todos tocándo en el álbum. Esto fue originalmente pensado para ser plenamente instrumental, sin embargo Bendeth decidió que algunos de sus amigos canten en una de las canciones, "Feel the Real" y se convirtió en el sencillo Dance # 1 en el Reino Unido. Bendeth tuvo un éxito número 44 con "Feel The Real" en 1979 en el Reino Unido Singles Chart. En el mismo año lanzó un álbum, Adrenalin.
Roger Ames firmó a través de EMI Records UK a un sello llamado Sidewalk Records y The David Bendeth Band comenzó a viajar con bandas como The Pointer Sisters, Gary US Bonds y The Police.Todos juntos, Bendeth sacó 3 discos y 15 singles antes de que decidiera que había tenido suficiente y tomó un trabajo como productor de personal / A & R persona con CBS Records, primero en Toronto Canadá, luego en Nueva York donde trabajó en la división internacional. Durante este tiempo, Bendeth produjo y mezcló dos discos con Platinum Blonde, uno de ellos llamado Contact. Bendeth dejó CBS Records. Sea un compositor para Chrysalis Records de 1987-1990. Mientras en Inglaterra que pone una banda junto con Simon Climie y Atracar Fisher, Bendeth y Climie escribió una canción llamado "Ecstasy", el cual venía en el lado B del Single Jeff Beck, "People Get Ready", que salió en el álbum de Beck "Flash". En 1987, Bendeth escribió "Two Wrongs (Don't Make a Right)" para el álbum de Joe Cocker, Unchain My Heart, con Eddie Shwartz el cual se había convertido en el sencillo #1 solo en los EE. UU. y en todas las listas de radio en todo el mundo.
De 1987 a 1995, Bendeth fue el productor de personal y jefe del departamento de A & R de BMG Canada. Durante este tiempo, firmó The Cowboy Junkies, Crash Test Dummies, Sven Gali, Big House, Charlie Major y Prairie Oyster. De 1995 a 2002, fue el SR. Vicepresidente del departamento de A & R de RCA Records en Nueva York. Mientras estuvo allí, firmó con Vertical Horizon y SR 71, y produjo el sencillo "You're a God", del álbum de Bruce Hornsby, Big Swing Face, y el sencillo de SR71 "Right Now", de Vertical Horizon. También produjo y mezcló Elvis Presley's ELV1S: 30 # 1 Hits. En 2003, el álbum había recibido certificaciones en más de quince regiones y había vendido más de diez millones de copias en todo el mundo.
Bendeth ganó el premio Socan Pop en Canadá el 21 de noviembre de 2011 por coescribir la canción de Hedley "Perfect". La canción obtuvo la mayoría de los airplay del año anterior en la categoría rock / pop.

## Estudio
Desde 2002, Bendeth ha estado trabajando independientemente como productor y mezclador. En 2005, Bendeth se hizo cargo de los antiguos Millenium Studios de Whitney Houston y cambió su nombre a House of Loud por la sugerencia de Ben Burnley de Breaking Benjamin. El estudio se hizo activo como una casa de producción y sala de mezcla. Bendeth grabó y mezcló Breaking Benjamin's Dear Agony junto con Paramore's Riot !, All Time Low's Nothing Personal, La subcampeona del concurso American Idol Crystal Bowersox record Farmer's Daughter, Of Mice and Men's Restoring Force: Full Circle, Tonight Alive's Limitless and he mixed Bring Me the Horizon's Sempiternal and A Day to Remember's What Separates Me From You.